# 彼得·加德纳
彼得·加德纳（英語：Peter Gardner，1925年1月5日—1996年2月15日），澳大利亚男子田径运动员。他曾代表澳大利亚参加1950年大英帝国运动会田径比赛，获得男子120码栏金牌。他也曾参加1948年夏季奥运会。